# Alexandre Bigot de Préameneu
Pour les articles homonymes, voir Bigot de Préameneu et Bigot.
Alexandre Étienne Bigot de Préameneu est un homme politique français né le 8 mars 1755 à Rennes (Ille-et-Vilaine) et décédé le 1er octobre 1833 au même lieu.

## Biographie
Frère de Félix Julien Jean Bigot de Préameneu, il est receveur de l'enregistrement, président de l'administration municipale de Rennes puis juge de paix. Il est député d'Ille-et-Vilaine en 1815, pendant les Cent-Jours.

## Sources
- « Alexandre Bigot de Préameneu », dans Adolphe Robert et Gaston Cougny, Dictionnaire des parlementaires français, Edgar Bourloton, 1889-1891 [détail de l’édition]